# تارو یوکو
تارو یوکو (به ژاپنی: 横尾 太郎 Yokō Tarō) زاده ۶ ژوئن ۱۹۷۰، یک کارگردان بازی ویدئویی و فیلم‌نامه‌نویس ژاپنی است. او کارش را در شرکت کاویا (که هم‌اکنون ورشکسته است) آغاز کرد و برای بازی نقش‌آفرینی اکشن خود یعنی مجموعه دریکن‌گارد و دو مشتق آن، یعنی نیئا و ادامه آن، نیئا: اتوماتا است. یوکو در ناگویا، آیچی به دنیا آمده و در دانشگاه کوبه دیزاین در دهه ۱۹۹۰ تحصیل کرده‌است. در آغاز، او قصد نداشت تا به صنعت بازی‌های ویدئویی وارد شود اما پس از کار در باندای نامکو و سونی به کاویا پیوست و کارگردان و فیلم‌نامه‌نویس اولین عنوان خود شد. از آن زمان، او روی تمام عناوین مجموعه دریکن‌گارد (به جز دریکن‌گارد ۲) و برخی عناوین روی تلفن همراه کار کرده‌است.
یوکو به دلیل سبک خاص بازی‌هایش، یعنی انتخاب‌ها و داستان عجیب و غیرعادی شناخته شده‌است. یکی از بخش‌های اصلی کار او نشان دادن نیمه تاریک‌تر مردم، مثل علاقه‌شان به کشت و کشتار است. شیوه فیلم‌نامه‌نویسی او به «فیلم‌نامه‌نویسی روبه‌عقب» معروف است؛ او در این شیوه ابتدا پایان داستان را لو می‌دهد و بعد به عقب برمی‌گردد. به دلیل عدم علاقه او به مورد تصویربرداری واقع شدن، همواره در مصاحبه‌ها و مراسم‌ها پوششی را روی صورت خویش قرار می‌دهد.